# Evaluation and Report Language
Pour les articles homonymes, voir EARL.
Evaluation and Report Language (EARL) est un vocabulaire, proposé par le W3C permettant d'exprimer des résultats de tests.